# Verbundbremse
Als Verbundbremse bezeichnet man ein Bremssystem, das mehrere Räder oder Achsen mit einem Bremshebel gleichzeitig verzögern kann. Der Begriff Verbundbremse erscheint zuerst im Zusammenhang mit der Kunze-Knorr-Bremse, einer Druckluftbremse für Güter-, Personen- und Schnellzüge – später als Oberbegriff für die Vierradbremse im Pkw.
Der Grundgedanke der Verbundbremse ist, dass eine optimale Bremswirkung nur dann erzielt wird, wenn mit einer Hebelbewegung alle Räder gleichzeitig verzögert werden. Bei mehrspurigen Kraftfahrzeugen mit Zweikreisbremsanlage sowie modernen Motorrädern mit Beiwagen ist es gesetzlich vorgegeben, mit einem Bremshebel/-pedal gleichzeitig alle/mehrere Räder abzubremsen, da sonst die gesetzlich vorgeschriebenen mittleren Vollverzögerungswerte von mindestens 5,0 m/s² nicht erreicht werden können.

## Motorrad

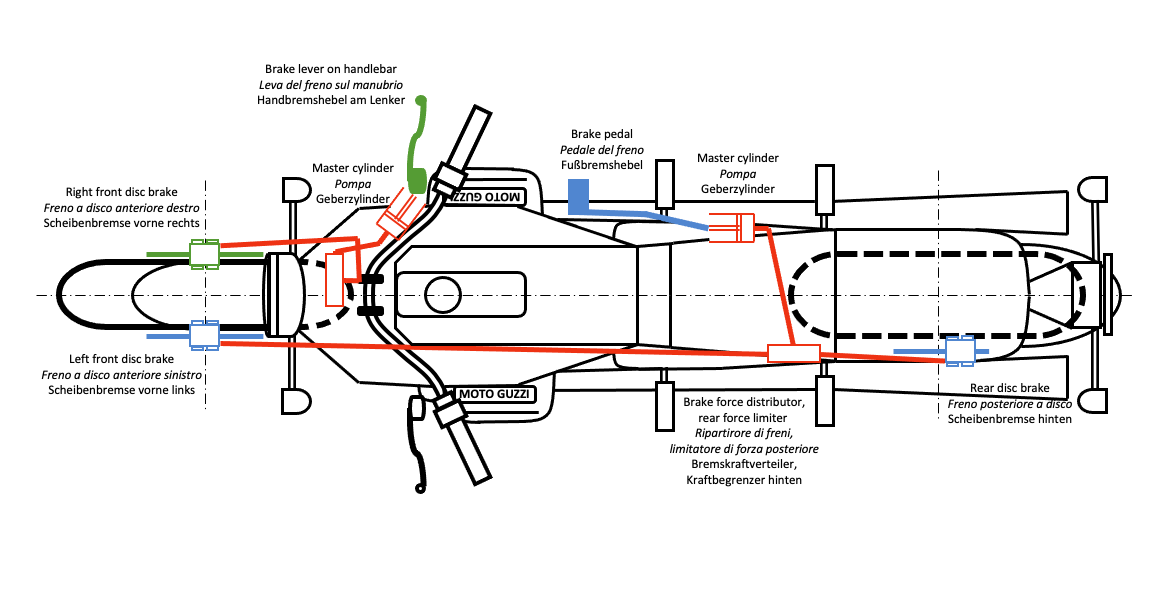
Integralbremssystem von Moto Guzzi (1975–2005)

Seit 1926 sind in Deutschland zwei in ihrer Wirkung voneinander unabhängige Bremseinrichtungen bei Motorrädern vorgeschrieben. Üblich ist seit dieser Zeit die Betätigung der Vorderradbremse mit einem Handhebel, die der Hinterradbremse mit einem Fußhebel. Weil die Verbundbremse bei Motorrädern nicht verbindlich vorgeschrieben ist, wird der Begriff heute nur bei Motorrädern verwendet, die sie wahlweise eingebaut haben. Erste Versuche mit einer Verbundbremse gab es 1928 bei Tornax, 1930 im Modell Victoria KR 50. 1975 brachte der Motorradhersteller Moto Guzzi mit den Modellen 750 S3, 850 T3 und V1000 I Convert die erste Verbundbremse in Großserie auf den Markt, dort wurde sie „Integralbremse“ genannt. Auch die 6-Zylinder-Benelli 900 Sei (1978 bis 1989) war damit ausgestattet. Der Motorradhersteller Honda baut seit 1993 ebenfalls Verbundbremsen ein, seit 1996 mit ABS, das System wird von Honda als CBS-ABS bezeichnet. BMW-Motorrad liefert seit 2001 eine Verbundbremse unter der Bezeichnung Integral-ABS. Yamaha bietet seit 2010 bei dem neuen Modell XTZ 1200 eine Verbundbremse mit ABS an.

## Sonstiges
Mit Keramik-Verbundbremse wird eine Bremsscheibe aus kohlenstofffaserverstärkter Siliziumkarbid-Keramik bezeichnet.